# 賈午
賈 午（か ご、260年 - 300年）は、中国西晋の女性。太尉賈充と郭槐の末娘で、同母姉は賈南風（恵帝の皇后）。韓寿の妻で、子女は賈謐・韓慰祖・女子。

## 生涯
260年、賈充の四女として生まれた。
母の郭槐は皇后楊艶の侍従に賄賂を贈り、自らの娘を皇太子である司馬衷（後の恵帝）の妃にするよう工作した。12歳で皇太子より一つ年下であるため、最初に皇太子妃に選定された。しかし背が低く、結婚の礼服のサイズが合っていなかったため、皇太子より二つ年上の姉である賈南風が代わり皇太子妃に立てられた（『惠賈皇后伝』）。
父の賈充は司空となり、韓寿を招聘して司空掾として任用した。また武帝（司馬炎）から特別な香を下賜されていた。賈午は賓客にあった韓寿を見初めて、その香を盗んで韓寿に贈った。あるとき賈充は韓寿の身体から、その香の匂いがすることに気付き、賈午と密通していたことをつきとめ、2人を結婚させた。
郭槐は賈充の死後、その後継に賈午の息子の賈謐をつけた。さらに賈午の娘を恵帝の皇太子司馬遹の皇太子妃に望んだ。司馬遹も結婚して自分の地位を万全にしたかった。しかし、賈午と賈皇后は許可しなかった。郭槐が亡くなると賈皇后・趙粲と共に謀議して司馬遹を害する計画を練った。
300年4月、賈皇后の廃后の際に賈謐と共に殺された。